# Danube Dragons 2019
Questa voce raccoglie le informazioni riguardanti i Danube Dragons nelle competizioni ufficiali della stagione 2019.

## Maschile

### Prima squadra

#### Roster
| Roster dei Danube Dragons (2019) |
| --- |
| Quarterback - 12 Chad Jeffries Running Back - 2 Dominik Mattes - 3 Byron Rhone - 31 Michael Frankowski - 44 Fernando Lietz Wide Receiver - 15 Samuel Imarhiagbe - 18 Richard Weber - 80 Philipp Haun - 81 Cobi Clint Glaser - 82 Felix Reisacher - 84 Lukas Gold - 86 Lukas Sträßler - 87 Clemens Hareter - 89 Reinhard Knaus Tight End - 14 Robert Wittmann Offensive Linemen - 52 Uras Aslan - 58 Markus Koerber - 63 Jonas Gasselich - 71 Lukas Bürstmayr - 72 Mike Janda - 75 Gilles Binsfeld - 77 David Rauter - 79 Alexander Mechtler Defensive Linemen - 6 Richard Ruthner - 43 Alfred Leschnik - 60 Marcus Kickmaier - 88 Karl Leitl - 90 Jan Gebhardt - 92 Daniel Pozarek - 96 Berkan Köse - 97 Bernhard Mosor - 98 Nico Bruckner - 99 Richard Gao Linebacker - 5 Ramon Azim - 22 Thomas Meznik - 33 Felix Deutschmann - 47 Raphael Kirchmaier - 50 David Staltner - 51 Jun Jie Gao Defensive Back - 7 Matthias Rebl S - 17 Florian Albrecht CB - 20 Martin Schild S - 24 Julian Meidl CB - 25 Paul Schachner CB - 26 Leon Steiner S - 29 Leon Heidinger - 32 Florian Chytilek CB Special Team Coaching staff Stefan Pokorny (HC) · Thomas Köller (WR) · Florian Pos (RB) · Christoph Dreyer (OL) · Bianca Reischer (OAC) · Lukas Habersack (DC) · Thomas Graf (DL) · Andreas Meznik (CB) · Michael Hönig (S) |

#### Austrian Football League 2019

##### Stagione regolare
| Graz 17 marzo 2019, ore 14:00 1ª giornata | Graz Giants | 10 – 12 (3-0 0-7 7-2 0-3) referto | Danube Dragons | Verbandsplatz Graz (500 spett.) |

| Vienna 31 marzo 2019, ore 15:00 2ª giornata | Danube Dragons | 45 – 28 (10-7 7-0 7-7 21-14) referto | Traun Steelsharks | Sportplatz Donaufeld (1000 spett.) |

| Vienna 6 aprile 2019, ore 14:00 3ª giornata | Danube Dragons | 37 – 14 (7-0 14-7 13-0 3-7) referto | AFC Rangers Mödling | Sportplatz Donaufeld (1000 spett.) |

| Innsbruck 22 aprile 2019, ore 15:00 4ª giornata | Tirol Raiders | 34 – 14 (6-0 21-7 0-0 7-7) referto | Danube Dragons | Tivoli-Neu Stadion (1000 spett.) |

| Vienna 5 maggio 2019, ore 15:00 5ª giornata | Vienna Vikings | 10 – 3 (0-0 10-0 0-3 0-0) referto | Danube Dragons | Hohe Warte Stadion (1000 spett.) |

| Vienna 19 maggio 2019, ore 15:00 6ª giornata | Danube Dragons | 45 – 10 (14-0 14-3 7-7 10-0) referto | Amstetten Thunder | Sportplatz Donaufeld (500 spett.) |

| Vienna 26 maggio 2019, ore 13:00 7ª giornata | Danube Dragons | 21 – 14 (0-7 7-7 7-0 7-0) referto | Graz Giants | Sportplatz Donaufeld (800 spett.) |

| Amstetten 1º giugno 2019, ore 15:00 8ª giornata | Amstetten Thunder | 6 – 35 (6-7 0-7 0-7 0-14) referto | Danube Dragons | Umdasch Stadion (500 spett.) |

| Vienna 15 giugno 2019, ore 15:00 9ª giornata | Danube Dragons | 21 – 27 (7-13 0-0 0-7 14-7) referto | Vienna Vikings | Sportplatz Donaufeld (3000 spett.) |

| Praga 22 giugno 2019, ore 16:00 10ª giornata | Prague Black Panthers | 34 – 31 (d.t.s.) (6-0 7-7 8-7 7-14 6-3) referto | Danube Dragons | Stadion SK Prosek (200 spett.) |

##### Playoff
| 6 luglio 2019, ore 16:00 Wild Card | Danube Dragons | 24 – 17 (7-3 7-6 3-8 7-0) referto | Graz Giants | (1500 spett.) |

| Innsbruck 13 luglio 2019, ore 16:00 Semifinale | Tirol Raiders | 49 – 43 (7-3 14-14 14-14 14-12) referto | Danube Dragons | Tivoli-Neu Stadion (2100 spett.) |

#### Statistiche di squadra
| Competizione      | %Vittorie | In casa | In casa | In casa | In casa | In casa | In casa | In trasferta | In trasferta | In trasferta | In trasferta | In trasferta | In trasferta | Totale | Totale | Totale | Totale | Totale | Totale |
| Competizione      | %Vittorie | G       | V       | N       | P       | Pf      | Ps      | G            | V            | N            | P            | Pf           | Ps           | G      | V      | N      | P      | Pf     | Ps     |
| ----------------- | --------- | ------- | ------- | ------- | ------- | ------- | ------- | ------------ | ------------ | ------------ | ------------ | ------------ | ------------ | ------ | ------ | ------ | ------ | ------ | ------ |
| Stagione regolare | .600      | 5       | 4       | 0       | 1       | 169     | 93      | 5            | 2            | 0            | 3            | 95           | 94           | 10     | 6      | 0      | 4      | 264    | 187    |
| Playoff           | .500      | 1       | 1       | 0       | 0       | 24      | 17      | 1            | 0            | 0            | 1            | 43           | 49           | 2      | 1      | 0      | 1      | 67     | 66     |
| Totale            | .583      | 6       | 5       | 0       | 1       | 193     | 110     | 6            | 2            | 0            | 4            | 138          | 143          | 12     | 7      | 0      | 5      | 331    | 253    |

#### Statistiche personali

##### Marcatori
| Giocatore | Ruolo | TD rush | TD recv | TD int | TD p.ret | TD k.ret | TD oth | Xp1  | Xp2 | FG  | Saf | Totale |
| --------- | ----- | ------- | ------- | ------ | -------- | -------- | ------ | ---- | --- | --- | --- | ------ |
| Knaus     |       | 0       | 2+2     | 0      | 0        | 0        | 0      | 34+7 | 0   | 6+2 | 0   | 89     |
| Haun      |       | 0       | 10+1    | 0      | 0        | 1        | 0      | 0    | 0   | 0   | 0   | 72     |
| Rhone     |       | 3+1     | 2+3     | 0      | 0        | 0        | 0      | 0    | 0   | 0   | 0   | 54     |
| Reisacher |       | 0       | 6+1     | 0      | 0        | 0        | 0      | 0    | 0   | 0   | 0   | 42     |
| Jeffries  |       | 4       | 0       | 0      | 0        | 0        | 0      | 0    | 0   | 0   | 0   | 24     |
| Gold      |       | 0       | 2+1     | 0      | 0        | 0        | 0      | 0    | 0   | 0   | 0   | 18     |
| Mattes    |       | 3       | 0       | 0      | 0        | 0        | 0      | 0    | 0   | 0   | 0   | 18     |
| Hareter   |       | 0       | 1       | 0      | 0        | 0        | 0      | 0    | 0   | 0   | 0   | 6      |
| Sträßler  |       | 0       | 1       | 0      | 0        | 0        | 0      | 0    | 0   | 0   | 0   | 6      |
| Mosor     |       | 0       | 0       | 0      | 0        | 0        | 0      | 0    | 0   | 0   | 1   | 2      |

##### Passer rating
| Giocatore | G    | Att    | Comp   | Int | Yds      | TD   | NFL    | NCAA    |
| --------- | ---- | ------ | ------ | --- | -------- | ---- | ------ | ------- |
| Jeffries  | 10+2 | 253+61 | 150+41 | 0+1 | 2233+591 | 24+8 | 122,89 | 169,37  |
| Knaus     | 1    | 1      | 0      | 1   | 0        | 0    | 0,00   | -200,00 |

### Seconda squadra

#### Roster
| Roster dei Danube Dragons 2 (2019) |
| --- |
| Quarterback - 9 Matthias Potmesil - 15 Marcel Vrdoljak Running Back - 22 Gabriel Trsek - 26 Matthieu Kandolo - 29 Philipp Elian - 34 Matthias Löcker Wide Receiver - 13 Matthias Lippert - 14 Patrick Lauermann - 15 Samuel Imarhiagbe - 80 Andre Berger - 81 Cobi Clint Glaser - 83 Simon Jans - 84 Maximilian Unfer - 86 Evan Stanek - 87 Dominik Grgic - 89 Markus Damböck Offensive Linemen - 50 Christopher Uxa - 52 Patrick Jäger - 57 Jonas Weiszgerber - 58 Markus Koerber - 67 Christopher Pribyl - 71 Lukas Bürstmayr - 72 Alexander Mechtler - 75 Marcus Kickmaier Defensive Linemen - 12 Alexander Horvath - 35 Christian Schindler - 45 Markus Kazdera - 49 Christoph Fuchs - 55 Deniz Korkmaz - 82 Nicolas Fischer - 90 Florian Pengg - 91 Daniel Tyrakowski - 92 Samuel Abdelmassih - 93 Markus Helmy - 95 Paul-Phillip Meyer - 97 Pascal Danihel - 98 Nico Bruckner - 98 Stefan Tyborec - 99 Marco Haas Linebacker - 8 Luca Dicarlo - 24 Manuel Jeschko - 27 Manuel Rochl - 28 Christoph Göth - 32 Philipp Reiter - 43 Fatlum Kurtaj - 47 Raphael Kirchmaier Defensive Back - 2 Adrian Wunderbaldinger - 3 Johannes Kainz - 5 Stefan Gamperl - 7 Michael Kormann - 16 Leon Steiner S - 18 Richard Gbikbi-Benissan - 19 Piotr Sajbor - 21 Manikan Wayne Stanley CB - 29 Leon Heidinger - 30 Florian Straube - 36 Dominik Putz Special Team , * 29 Richard Salfellner nella squadra d'allenamento Coaching staff Yun Joe (HC/RB) · Felix Wasshuber (OC) · Adrian Repolust (Co-OC) · Kubilay Gückiran (OL) · Eric Weisz (DL) · Michael Hönig (DB) |

#### AFL - Division III 2019

##### Stagione regolare
| Székesfehérvár 23 marzo 2019, ore 14:00 1ª giornata | Fehérvár Enthroners | 44 – 7 (13-0 17-7 14-0 0-0) referto | Danube Dragons 2 | FIRST Field |

| Heiligeneich 13 aprile 2019 3ª giornata | Asperhofen Blue Hawks | 20 – 19 (13-13 0-0 7-6 0-0) referto | Danube Dragons 2 | Sportplatz Atzenbrugg |

| Maria Enzersdorf 19 aprile 2019, ore 19:00 4ª giornata | Danube Dragons 2 | 50 – 7 (14-0 13-7 13-0 10-0) referto | Weinviertel Spartans | BSFZ-Arena |

| Oberaich 27 aprile 2019, ore 15:00 5ª giornata | Upper Styrian Rhinos | 0 – 13 (0-0 0-13 0-0 0-0) referto | Danube Dragons 2 | SV Oberaich |

| Maria Enzersdorf 26 maggio 2019, ore 16:00 9ª giornata | Danube Dragons 2 | 0 – 35 (0-12 0-10 0-6 0-7) referto | Fehérvár Enthroners | BSFZ-Arena |

| Mistelbach 10 giugno 2019, ore 15:00 10ª giornata | Weinviertel Spartans | 7 – 30 (0-14 0-0 0-7 7-9) referto | Danube Dragons 2 | Sportzentrum Mistelbach |

| Maria Enzersdorf 16 giugno 2019, ore 12:00 11ª giornata | Danube Dragons 2 | 0 – 30 (0-14 0-9 0-0 0-7) referto | Upper Styrian Rhinos | BSFZ-Arena |

| Maria Enzersdorf 30 giugno 2019, ore 12:00 12ª giornata | Danube Dragons 2 | 35 – 20 (17-0 3-20 0-0 15-0) referto | Asperhofen Blue Hawks | BSFZ-Arena |

#### Statistiche di squadra
| Competizione      | %Vittorie | In casa | In casa | In casa | In casa | In casa | In casa | In trasferta | In trasferta | In trasferta | In trasferta | In trasferta | In trasferta | Totale | Totale | Totale | Totale | Totale | Totale |
| Competizione      | %Vittorie | G       | V       | N       | P       | Pf      | Ps      | G            | V            | N            | P            | Pf           | Ps           | G      | V      | N      | P      | Pf     | Ps     |
| ----------------- | --------- | ------- | ------- | ------- | ------- | ------- | ------- | ------------ | ------------ | ------------ | ------------ | ------------ | ------------ | ------ | ------ | ------ | ------ | ------ | ------ |
| Stagione regolare | .500      | 4       | 2       | 0       | 2       | 85      | 92      | 4            | 2            | 0            | 2            | 71           | 71           | 8      | 4      | 0      | 4      | 154    | 163    |
| Totale            | .500      | 4       | 2       | 0       | 2       | 85      | 92      | 4            | 2            | 0            | 2            | 71           | 71           | 8      | 4      | 0      | 4      | 154    | 163    |

## Femminile

### Roster
| Roster delle Danube Dragons Ladies (2019) |
| --- |
| Quarterback - Dina Reiterer - 33 Bianca Reischer Running Back - Laura Rumpf RB/LB - Sabrina Mayerhofer - 9 Katharina Tschrepitsch RB/LB - 13 Maria Lorenz RB/WR/LB - 85 Mirela Nechifor RB/DB Wide Receiver - Katharina Brandtner WR/LB - Cyra Moser WR/DB - Elisabeth Kramer WR/DB - Christina Jelinek WR/DL - 1 Ellen Weichhart WR/FB/DB/LB - 11 Nicole Bidlo WR/DB - 19 Alexandra Pribek WR/DB - 22 Nina Stolfa WR/DB - 25 Nina Simmel WR/DB - 30 Anna Madlik - 34 Franziska Glaser WR/LB - 36 Christina Krautgartner - 81 Beatrice Hackl - 84 Elena Strohmaier WR/DB Tight End - 5 Sandra Haberl TE/WR/DB/LB - 8 Anna Grivas-Krumböck TE/FB/LB - 14 Michaela Schuler TE/LB - 24 Caroline Mels TE/FB - 86 Tatjana Klement TE/DL Offensive Linemen - Kerstin Brugger OL/DL - Susanna Spannring OL/DL - Melanie Ganster OL/TE/DL - 12 Petra Kaiser OL/DL - 50 Regina Waiß OL/DL - 55 Asya Cetyn OL/DL - 57 Marie Pribyl OL/DL - 58 Bettina Gispert OL/DL - 60 Gabriele Anudu OL/DL - 67 Martina Bauer OL/DL - 72 Elvira Igari-Szabo OL/DL Defensive Linemen - Caroline Liebhart Linebacker - 17 Sophie Spitzer Defensive Back - Chiara Ponzelar DB/LB Special Team Coaching staff Thomas Köller (HC) · Daniel Brandmayer (OC) · Keelan Kolarovics (RB/DL) · Peter Jeschko (DC) |

### AFL - Division Ladies 2019

#### Stagione regolare
| 7 settembre 2019, ore 15:00 CEST 1ª giornata | Danube Dragons Ladies | 12 – 20 referto | Schwaz Hammers Ladies |  |

| 21 settembre 2019, ore 15:00 CEST 2ª giornata | Vienna Vikings Ladies | 66 – 0 (28-0 14-0 8-0 16-0) referto | Danube Dragons Ladies |  |

| Maria Enzersdorf 13 ottobre 2019, ore 10:00 3ª giornata | Danube Dragons Ladies | 24 – 7 referto | Salzburg Ducks Ladies | BSFZ-Arena |

| Telfs 19 ottobre 2019, ore 15:00 CEST 4ª giornata | Telfs Patriots Ladies | 8 – 0 (0-0 0-0 0-0 8-0) referto | Danube Dragons Ladies | Telfs-Sportzentrum (200 spett.) |

| Maria Enzersdorf 9 novembre 2019 6ª giornata | Danube Dragons Ladies | 62 – 6 | Budapest Wolves Ladies | BSFZ-Arena |

#### Playoff
| Vienna 16 novembre 2019, ore 12:00 Finale 3º - 4º posto | Telfs Patriots Ladies | 8 – 18 (0-6 8-6 0-6 0-0) referto | Danube Dragons Ladies | Footballzentrum Ravelinstraße |

### Statistiche di squadra
| Competizione      | %Vittorie | In casa | In casa | In casa | In casa | In casa | In casa | In trasferta | In trasferta | In trasferta | In trasferta | In trasferta | In trasferta | Totale | Totale | Totale | Totale | Totale | Totale |
| Competizione      | %Vittorie | G       | V       | N       | P       | Pf      | Ps      | G            | V            | N            | P            | Pf           | Ps           | G      | V      | N      | P      | Pf     | Ps     |
| ----------------- | --------- | ------- | ------- | ------- | ------- | ------- | ------- | ------------ | ------------ | ------------ | ------------ | ------------ | ------------ | ------ | ------ | ------ | ------ | ------ | ------ |
| Stagione regolare | .400      | 3       | 2       | 0       | 1       | 98      | 33      | 2            | 0            | 0            | 2            | 0            | 74           | 5      | 2      | 0      | 3      | 98     | 107    |
| Playoff           | 1.000     | 0       | 0       | 0       | 0       | 0       | 0       | 1            | 1            | 0            | 0            | 18           | 8            | 1      | 1      | 0      | 0      | 18     | 8      |
| Totale            | .500      | 3       | 2       | 0       | 1       | 98      | 33      | 3            | 1            | 0            | 2            | 18           | 82           | 6      | 3      | 0      | 3      | 116    | 115    |